# Květomluva
Květomluva je způsob, jak sdělit své pocity a názory jiné osobě za pomoci květin, zejména jako prostředek erotické komunikace. Diskrétně vyjadřuje city a názory, které by se obtížně řekly slovy nebo by bylo jejich slovní vyjádření v dané situaci nežádoucí (např. společensky nepřijatelné). Rozkvět v Evropě květomluva zaznamenala v 19. století, ve viktoriánské epoše. I na území Česka byla květomluva v dobách národního obrození populární a symbolika květin byla často obrozenci aplikována i na kulturní jevy.

## Významy květin
Významy mohly být v různých dobách různé, protože během let se význam některých květin měnil a zapomínal.
- Akácie - tajná láska
- Bodlák - urážíš mě
- Ibišek - něžná krása
- Žíhaný karafiát - odmítnutí
- Lilie - čistota
- Mák červený - útěcha

- Žlutý tulipán - žárlivost
- Čínská astra - umírám žárlivostí u vašich nohou
- Nachová orchidej - očekávám vaši přízeň
- Jiřina - proradnost a falešná hra

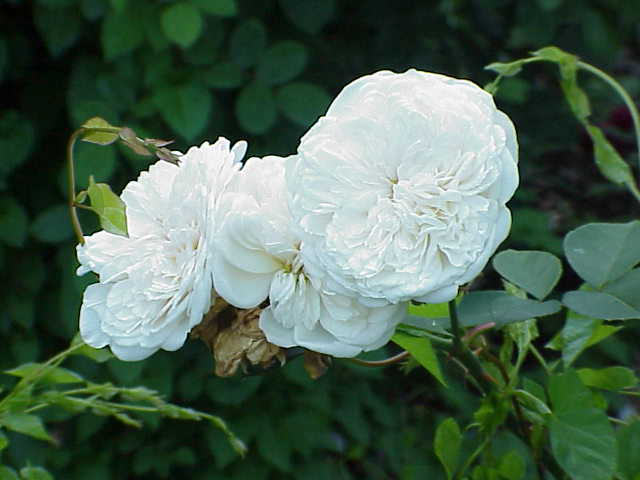
bílá růže

Nejen druh květin, ale také barva dává květinám svůj význam.

### Růže
- rudá - láska
- modrá - věrnost
- zlatá - důstojnost
- hnědá - zloba., žárlivost
- fialová - pokora
- zelená - naděje
- tmavě růžová - vděčnost
- růžová - odpuštění
- světle růžová - obdiv, sympatie
- oranžová - vášeň, touha
- žlutá - odpuštění,pokora upřímnost
- bílá - nevinnost, pokora, , „Zasloužíš si velkou lásku.“